# Rib (anatomie)

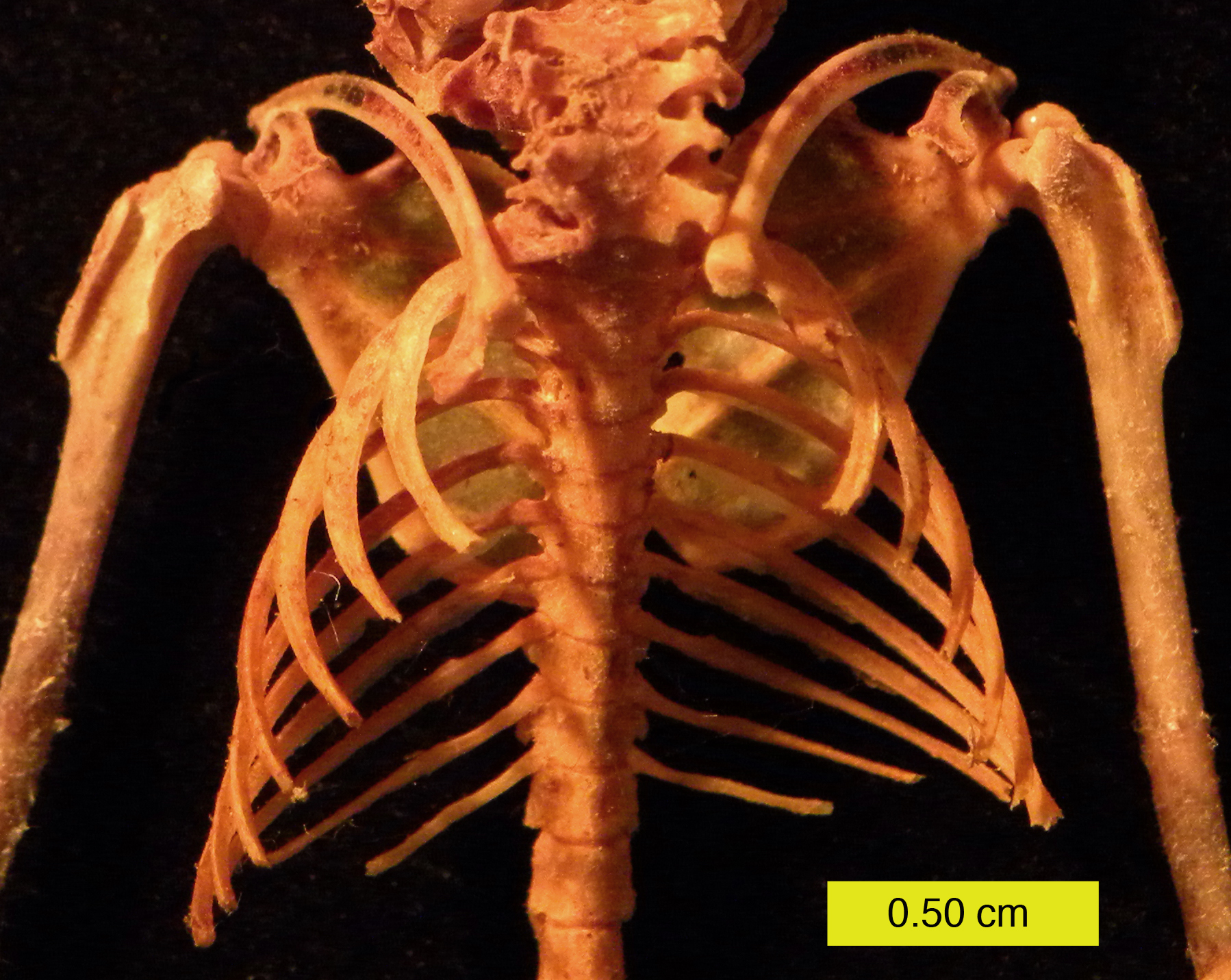

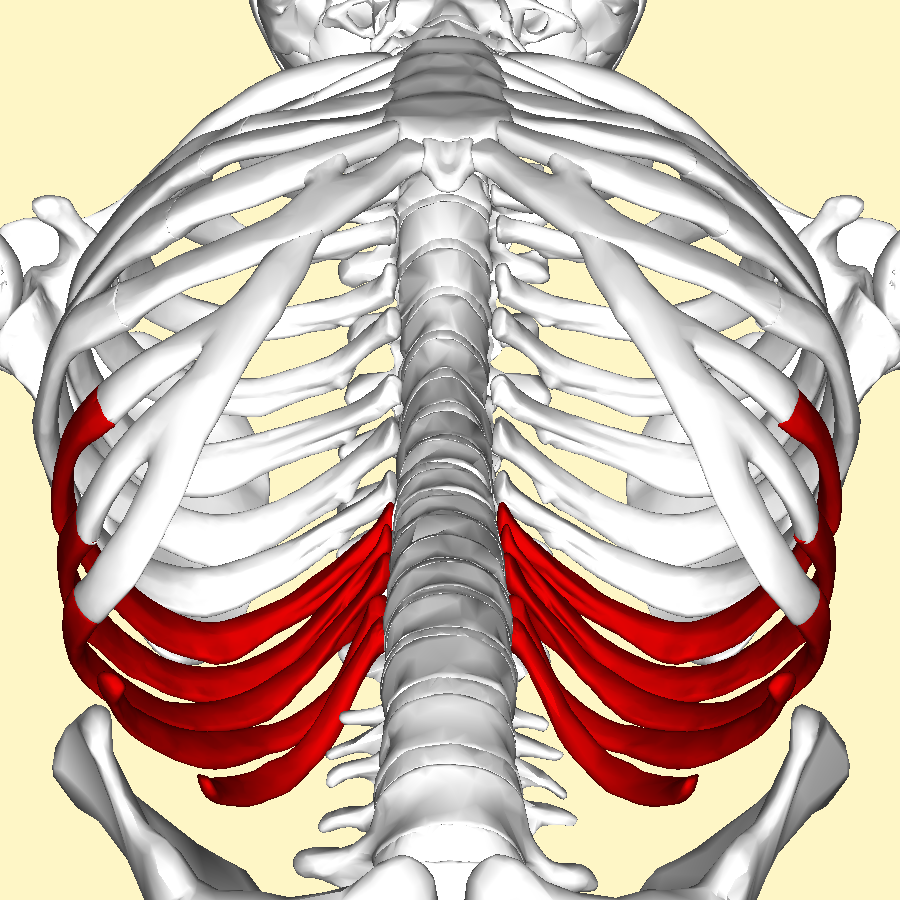
de valse en zwevende ribben

De ribben, klassiek Latijn: costae, Oudgrieks: πλευραί pleurai, zijn beenderen die samen de borstkas of ribbenkast vormen. Ze omvatten de borstholte of thorax van de mens en de andere gewervelde dieren. 
De ribben geven bescherming aan de daarbinnen gelegen organen. Tussen de ribben zitten spieren, zenuwen en bloedvaten. Een andere functie van de ribben is het mogelijk maken van de ademhaling. De ribbenkast is door de aanwezigheid van gewrichten tussen de ribben en de wervels, van kraakbeen tussen de ribben en het borstbeen en tussen de valse ribben onderling elastisch. Dat wordt compliantie genoemd en daar is ademhaling mogelijk door: de ribbenkast kan uitzetten en krimpen. Verschillende spieren doen de ribben uitzetten, hetgeen voor onderdruk in de borstkas zorgt waarmee inademen mogelijk wordt. Die spieren ontspannen zich weer bij het uitademen, waarbij door compliantie het volume van de borstholte weer afneemt. 
Het menselijk skelet telt 24 ribben, twaalf links en rechts. Een minderheid van de mensen heeft een paar ribben meer of minder. De ribben zitten aan de achterzijde van het lichaam aan de wervelkolom vast. Er zijn twee soorten gewrichten voor deze verbinding, het costotransversaal gewricht en het costovertebraal gewricht. De bovenste zeven paar ribben zit aan de voorzijde aan het borstbeen vast. Deze ribben worden de ware ribben, costae verae I-VII, genoemd.
De achtste, negende en tiende ribbenparen zijn aan de voorzijde verbonden met de bovengelegen rib, deze staan bekend als de valse ribben, costae spuriae  VIII-X. De onderste twee paar, nummers elf en twaalf, zitten aan de voorzijde niet vast en heten daarom de zwevende ribben, costae fluctuantes XI-XII. Bij 66% van de mensen is ook de tiende rib een zwevende rib. 
schedel · wervelkolom · borstkas · borstbeen · schoudergordel · arm · bekkengordel · been

bot · gewricht · botten van de mens · schaambeen